# چارلز استارت
چارلز استارت (انگلیسی: Charles Starrett؛ ۲۸ مارس ۱۹۰۳ – ۲۲ مارس ۱۹۸۶) یک هنرپیشه اهل ایالات متحده آمریکا بود.
از فیلم‌ها یا برنامه‌های تلویزیونی که وی در آن نقش داشته است می‌توان به نقاب فو مانچو، خانواده سلطنتی برادوی، بانو و آقا، دمدمی مزاج، وایکینگ اشاره کرد.